# チューチャイ・ルークパンチャマ
チューチャイ・ルークパンチャマ (タイ語: ชูชัย ลูกปัญจมา) はタイのムエタイ選手。ウェルター級王者。

## 戦績
1975年7月19日。東京・後楽園ホール。沢村忠戦において、強烈なハイキックで試合を終始コントロールし、4ラウンド52秒、右ストレートで沢村をKO、キャンバスに沈めた。沢村は担架で運び出され、5敗目を喫した。チューチャイはウェルター級が主戦で、沢村はライト級であった。